# Kharik
Kharik (también Karik Bazar) es una ciudad de la India, en el distrito de Bhagalpur, estado de Bihar.

## Geografía
Se encuentra a una altitud de 40 m s. n. m. a 228 km de la capital estatal, Patna, en la zona horaria UTC +5:30.

## Demografía
Según estimación 2011 contaba con una población de 39 081 habitantes.